# Callopistria nephrosticta
Callopistria nephrosticta là một loài bướm đêm trong họ Noctuidae.